# دونبر
دونبر (فيرجينيا الغربية) (بالإنجليزية: Dunbar, West Virginia) هي مدينة تقع في الولايات المتحدة في مقاطعة كاناوا. يقدر عدد سكانها بـ 7,907 نسمة ومساحتها 7.28 كم2 وترتفع عن سطح البحر 181 متر.

## التركيبة السكانية
قام مكتب تعداد الولايات المتحدة بتحديد بيانات التركيبة السكانية لدونبرفي تعداد الولايات المتحدة. في ما يلي، التركيبة السكانية حسب تعدادي 2000 و2010.

### تعداد عام 2000
بلغ عدد سكان دونبر 8,154 نسمة بحسب تعداد عام 2000، وبلغ عدد الأسر 3,744 أسرة وعدد العائلات 2,167 عائلة مقيمة في المدينة.
وتوزع التركيب العرقي للمدينة بنسبة 85.65% من البيض و 0.09% من الأمريكيين الأصليين و 1.80% من الأمريكيين ذوي الأصول الآسيوية و 0.01% من سكان جزر المحيط الهادئ و 10.72% من الأمريكيين الأفارقة و 1.55% من عرقين مختلطين أو أكثر.
بلغ عدد الأسر 3,744 أسرة كانت نسبة 21.8% منها لديها أطفال تحت سن الثامنة عشر تعيش معهم، وبلغت نسبة الأزواج القاطنين مع بعضهم البعض 41.5% من أصل المجموع الكلي للأسر، ونسبة 13.5% من الأسر كان لديها معيلات من الإناث دون وجود شريك، وكانت نسبة 42.1% من غير العائلات. تألفت نسبة 37.8% من أصل جميع الأسر من أفراد ونسبة 15.4% كانوا يعيش معهم شخص وحيد يبلغ من العمر 65 عاماً فما فوق. وبلغ متوسط حجم الأسرة المعيشية 2.72، أما متوسط حجم العائلات فبلغ 2.07.
بلغ العمر الوسطي للسكان 41 عاماً. وكانت نسبة 18.1% من القاطنين تحت سن الثامنة عشر، وكانت نسبة 10.3% بين الثامنة عشر والأربعة وعشرون عاماً، ونسبة 27.2% كانت واقعةً في الفئة العمرية ما بين الخامسة والعشرون حتى والأربعة وأربعون عاماً، ونسبة 23.2% كانت ما بين الخامسة والأربعون حتى الرابعة والستون، ونسبة 21.3% كانت ضمن فئة الخامسة والستون عاماً فما فوق. يوجد لكل 100 أنثى 82.8 ذكر، ويوجد لكل 100 أنثى في الثامنة عشر من عمرها فما فوق 77.0 ذكر.
بلغ متوسط دخل الأسرة في المدينة 35,117 دولار، أما متوسط دخل العائلة فبلغ 42,665 دولار. وكان متوسط دخل الذكور 34,816 دولار مقابل 24,184 دولار للإناث. وسجل دخل الفرد الخاص بالمدينة 19,030 دولار. وكانت نسبة 13.2% من العائلات ونسبة 15.3% من السكان تحت خط الفقر، وكان من هؤلاء نسبة 26.5% تحت سن الثامنة عشر ونسبة 10.1% في الخامسة والستين من العمر وما فوق.

### تعداد عام 2010
بلغ عدد سكان دونبر 7,907 نسمة بحسب تعداد عام 2010، وبلغ عدد الأسر 3,795 أسرة وعدد العائلات 2,000 عائلة مقيمة في المدينة. في حين سجلت الكثافة السكانية 2,823.9 نسمة لكل ميل مربع (1,090.3/كم2). وبلغ عدد الوحدات السكنية 4,175 وحدة بمتوسط كثافة قدره 1,491.1 لكل ميل مربع (575.7/كم2).
وتوزع التركيب العرقي للمدينة بنسبة 82.7% من البيض و 0.2% من الأمريكيين الأصليين و 1.7% من الأمريكيين ذوي الأصول الآسيوية و 12.2% من الأمريكيين الأفارقة و 2.7% من عرقين مختلطين أو أكثر.
بلغ عدد الأسر 3,795 أسرة كانت نسبة 23.2% منها لديها أطفال تحت سن الثامنة عشر تعيش معهم، وبلغت نسبة الأزواج القاطنين مع بعضهم البعض 33.8% من أصل المجموع الكلي للأسر، ونسبة 14.8% من الأسر كان لديها معيلات من الإناث دون وجود شريك، بينما كانت نسبة 4.1% من الأسر لديها معيلون من الذكور دون وجود شريكة وكانت نسبة 47.3% من غير العائلات. تألفت نسبة 40.7% من أصل جميع الأسر من أفراد ونسبة 16.2% كانوا يعيش معهم شخص وحيد يبلغ من العمر 65 عاماً فما فوق. وبلغ متوسط حجم الأسرة المعيشية 2.75، أما متوسط حجم العائلات فبلغ 2.05.
بلغ العمر الوسطي للسكان 43.2 عاماً. وكانت نسبة 18.4% من القاطنين تحت سن الثامنة عشر، وكانت نسبة 7.8% بين الثامنة عشر والأربعة وعشرون عاماً، ونسبة 25.9% كانت واقعةً في الفئة العمرية ما بين الخامسة والعشرون حتى والأربعة وأربعون عاماً، ونسبة 27.8% كانت ما بين الخامسة والأربعون حتى الرابعة والستون، ونسبة 20.1% كانت ضمن فئة الخامسة والستون عاماً فما فوق. وتوزع التركيب الجنسي للسكان بنسبة 45.7% ذكور و54.3% إناث.